# Morton Feldman
Pour les articles homonymes, voir Feldman.
Morton Feldman, né le 12 janvier 1926 dans le Queens et mort le 3 septembre 1987 à Buffalo, est un compositeur américain. Il est particulièrement connu pour ses pièces instrumentales qui furent souvent composées pour des groupes inhabituels d'instruments.

## Biographie
Morton Feldman commence, à l'âge de 12 ans, à  étudier le piano avec Vera Maurina-Press, une élève de Ferruccio Busoni, et, plus tard, devient successivement  élève en composition avec Wallingford Riegger à l'âge de 15 ans, puis avec Stefan Wolpe à l'âge de 18 ans. Il est souvent en désaccord avec certains points de vue de ses professeurs de composition et se querelle avec eux. Feldman compose déjà à cette époque, mais dans un style très différent de celui avec lequel il sera plus tard associé. Jusque dans les années 1940, Feldman travaille à la boutique de tailleur tenue par son père.
En 1950, il assiste à un concert du New York Philharmonic où l'on donne une représentation de la Symphonie op. 21 d'Anton Webern. Lors du concert, il rencontre John Cage. Les deux musiciens deviennent amis et Feldman emménage au rez-de-chaussée de l'immeuble où vit alors Cage. Sous son influence, Feldman commence à écrire des pièces n'ayant plus de relation avec les systèmes compositionnels contraignants du passé, comme l'harmonie ou le sérialisme. Il expérimente des systèmes de notation inédits, utilisant des grilles dans ses partitions, et spécifiant comment les notes doivent être jouées à un certain moment, sans indiquer lesquelles. Ses expériences utilisant le hasard dans la musique s'inspiraient du travail de Cage dans le domaine de la musique aléatoire tel que dans Music of Changes, où les notes qui devaient être jouées étaient choisies en consultant le Yì Jīng.
Par l'intermédiaire de Cage, Feldman rencontre plusieurs figures importantes de la scène artistique new-yorkaise, parmi lesquelles Jackson Pollock, Philip Guston, Frank O'Hara et Yoko Ono. Il trouve l'inspiration dans les peintures de  l'expressionnisme abstrait durant les années 1970 et écrit de longues pièces de vingt minutes, dont Rothko Chapel (1971), écrite selon la construction du même nom qui fut décorée par Mark Rothko et For Frank O'Hara (1973). En 1977, il compose l'opéra Neither sur un livret de Samuel Beckett.
En 1973, à l'âge de 47 ans, Feldman devient professeur titulaire de la chaire Edgard Varèse de l'université de Buffalo.
Il commence à composer de très longues œuvres, souvent en un seul mouvement, d'une durée minimale d'une demi-heure mais souvent bien plus longues encore. Parmi ces œuvres, on trouve Violin and String Quartet (1985, 2 heures), For Philip Guston (1984, environ 4 heures) et, la plus longue, String Quartet II (1983), qui dure près de cinq heures sans interruption. La première interprétation complète en fut donnée au Cooper Union, à New York en 1999 par le Quatuor Flux (en), qui l'enregistra en 2003 (durée 6 heures 7 minutes). Dans leur continuité, ces pièces ne changent pas de mode et se caractérisent par des superpositions imperceptibles de sons, le tout dans un climat de quiétude sonore. À la fin de sa vie ces sonorités calmes devinrent son seul centre d'intérêt musical.
Peu avant sa mort d'un cancer du pancréas, en 1987, dans sa maison de Buffalo, Morton Feldman a épousé la compositrice Barbara Monk (es).

## Liste chronologique des œuvres
voir Liste des œuvres de Morton Feldman

### Écouter
- UbuWeb: Morton Feldman featuring The King of Denmark
- (en) Interview with Morton Feldman, juillet 1967 de la radio KPFA à Berkeley, sur archive.org